# Genebaldo Correia
Genebaldo Correia (Santo Amaro, 27 de março de 1941) é um político, jornalista e economista brasileiro. Foi prefeito de Santo Amaro duas vezes, em 1972 e 2000. Em 1978, foi co-fundador do Partido Popular da Bahia (PP) e eleito deputado estadual da Bahia. Exerceu o mandato de deputado federal constituinte em 1988.

## História
Genebaldo Correia nasceu em Picado, distrito de Santo Amaro (BA), no dia 27 de março de 1941, filho de João Araújo Correia e Zulmira de Sousa Correia. Concluiu os primeiros anos de estudos em sua cidade natal e depois sua família mudou para Santo Amaro, onde fez o ensino fundamental. Em 1960, migrou de vez para a capital para cursar o ensino médio no Colégio Estadual da Bahia, em Salvador. Enquanto terminava os estudos, começou a trabalhar como jornalista no Jornal da Bahia, onde permaneceu por cinco anos, até 1965. Cursou Economia na Faculdade Católica de Ciências Econômicas da Bahia (FACCEBA) e se pós-graduou em Marketing Político pela mesma universidade. Além da carreira jornalística, Genebaldo deu aulas de gramática no Centro Educacional Teodoro Sampaio, em Santo Amaro, onde foi professor, coordenador pedagógico e vice-diretor. Em 1975, foi à Alemanha Ocidental cursar Administração Municipal na Fundação Alemã para o Desenvolvimento Internacional.
Casou-se duas vezes: A primeira vez com Evangelina de Araújo, e a segunda com Marta Sena Castro, com quem se mantém casado até hoje. Os dois matrimônios renderam cinco filhos, Moisés, Adriano, Ana Raquel, Patrícia e Fernando. Adriano Araújo Correia, filho do primeiro casamento, também decidiu seguir a carreira política e foi vereador de Santo Amaro pelo PMDB. Hoje é proprietário da Rádio AM Independência, que recentemente migrou para a frequência FM.

## Carreira Política
Deu início à carreira política se filiando ao Partido Republicano de Santo Amaro, mas logo migrou para o Partido Social Democrático (PSD), extinto no golpe militar de 1964. Em 1966 apoiou a candidatura do que viria a ser o prefeito de Santo Amaro, Ricardo Leoni. Assim, em 1970, quando Leoni assumiu a prefeitura, Genebaldo ganhou o cargo de Secretário de Administração da cidade; sendo, em 1972, eleito prefeito de Santo Amaro e se tornando presidente da União dos Municípios da Bahia (UPB).
Em 1978, foi co-fundador do Partido Popular da Bahia (PP), se elegendo como deputado estadual. Em 1982, seu partido se fundou com o Partido Movimento Democrático Brasileiro (PMDB). Logo após a filiação, foi eleito deputado federal por três mandatos consecutivos. Em 1994, renunciou alegando motivos de saúde, mas na verdade foi para escapar de uma cassação. No final de 1993, o economista José Carlos Alves dos Santos acusou o deputado de integrar o esquema de corrupção da Comissão do Orçamento. Foi aberta uma Comissão Parlamentar de Inquérito (CPI) para investigar a movimentação de mais de 2 milhões de dólares em suas contas bancárias em apenas cinco anos. Seis anos depois, em 2000, foi novamente eleito prefeito de Santo Amaro, onde permaneceu até 2004.